# Willi A. Boelcke
Willi Alfred Boelcke (* 20. September 1929 in Berlin-Lankwitz; † 2. März 2022 in Mahlow (Blankenfelde-Mahlow)) war ein deutscher Wirtschafts- und Sozialhistoriker, Publizist, Autor und Essayist.

## Leben
Boelcke wurde als Sohn eines Unternehmers in Berlin geboren. Noch während der Schulzeit wurde er als HJ-Mitglied zu Diensten auf dem Schießplatz Kummersdorf-Gut herangezogen.
Er studierte ab 1949 an der Humboldt-Universität zu Berlin und an der Freien Universität Berlin Geschichte, Germanistik, Wirtschafts- und Rechtswissenschaften. Nach seinem Diplom 1953 promovierte er 1955 und absolvierte die Ausbildung für den höheren Archivdienst u. a. in Merseburg. Bis 1959 war er Referent beim Deutschen Zentralarchiv in Potsdam, bis 1962 Stipendiat der Deutschen Forschungsgemeinschaft. 1967 habilitierte er sich an der Universität Stuttgart-Hohenheim, an der er von 1969 bis 1994 Professor für Wirtschafts- und Sozialgeschichte war.
Seine wissenschaftliche Arbeit, die in über hundert Veröffentlichungen ihren Niederschlag fand, umfasste hauptsächlich vier Forschungsschwerpunkte: Geschichte des mitteldeutschen Raumes, Geschichte Baden-Württembergs, Wirtschaftsgeschichte des 19./20. Jahrhunderts sowie Propaganda und Massenmedien.
Er lebte zuletzt in Mahlow und wurde dort am 11. März 2022 auf dem Evangelischen Friedhof beerdigt.

## Schriften (Auswahl)
- Die feudale Gutsherrschaft in der Oberlausitz unter besonderer Berücksichtigung des 17. und 18. Jahrhunderts. Ein Beitrag zur Wirtschafts-, Sozial- und Rechtsgeschichte des ostelbischen Rittergutsdorfes. Phil. Diss. HU Berlin 1955.
- Krupp und die Hohenzollern. Rütten u. Loening, Berlin 1956.
- Bauer und Gutsherr in der Oberlausitz. Domowina, Bautzen 1957.
- Der deutsche Überfall auf die Sowjetunion 1941 im Spiegel der Verwaltungsgeschichte. In: Archivmitteilungen. 7 (1957), S. 141–150.
- Kriegspropaganda 1939–1941. Geheime Ministerkonferenzen im Reichspropagandaministerium. DVA, Stuttgart 1966, DNB 457297204.
- Wollt ihr den totalen Krieg? Die geheimen Goebbels-Konferenzen 1939–1943. DVA, Stuttgart 1967.
- Wege und Forschungen der Agrargeschichte. DLG-Verlag, Frankfurt am Main 1967.
- Die archivalischen Grundlagen der deutschen Rundfunkgeschichte. 1968.
- Verfassungswandel und Wirtschaftsstruktur. Holzner, Würzburg 1969.
- mit Hans Dollinger: Facsimile Querschnitt durch Signal. 1969.
- Deutschlands Rüstung im Zweiten Weltkrieg – Hitlers Konferenzen mit Albert Speer 1942–1945. Akademische Verlagsgesellschaft Athenaion, Frankfurt am Main 1969, DNB 456445579.
- Krupp und die Hohenzollern in Dokumenten. Krupp-Korrespondenz mit Kaisern, Kabinettschefs und Ministern 1850–1918. Akademische Verlagsgesellschaft Athenaion, Frankfurt am Main 1970. (Erweiterte Ausgabe des Buches von 1956).
- Goebbels und die Kundgebung im Berliner Sportpalast vom 18. Februar 1943. In: Jahrbuch für die Geschichte Mittel- und Ostdeutschlands. 19 (1970), S. 234–255.
- Die Waffengeschäfte des Dritten Reiches mit Brasilien. In: Tradition. 16 (1971), S. 177–200, 280–287.
- Das „Seehaus“ in Berlin-Wannsee. In: Jahrbuch für die Geschichte Mittel- und Ostdeutschlands. 23 (1974), S. 231–269.
- Wandlungen der deutschen Agrarwirtschaft in der Folge des Ersten Weltkriegs. In: Francia. 3 (1975), S. 498–532.
- Die Wirtschaft in der Zeit des Spätmerkantilismus 1770–1780. Historischer Atlas von Baden-Württemberg. Karte 11,4 und Beiwort. Stuttgart 1977.(Karte JPG), (Beiwort PDF)
- Die Industrie in Baden und Württemberg 1895. Historischer Atlas von Baden-Württemberg. Beiwort zu Karte 11,7. Stuttgart 1988.(Beiwort PDF)
- Die Industrie in Baden-Württemberg 1970. Historischer Atlas von Baden-Württemberg. Beiwort zu Karte 11,11. Stuttgart 1988.(Beiwort PDF)
- Die Macht des Radios. Weltpolitik und Auslandsrundfunk 1924–1976. Ullstein, Frankfurt a. M. 1977, ISBN 3-550-07365-8.
- So kam das Meer zu uns. Die preußisch-deutsche Kriegsmarine in Übersee, 1822–1914. Ullstein, Frankfurt a. M. / Berlin-West / Wien 1981.
- Der Schwarzmarkt 1945–1948. Vom Überleben nach dem Kriege. Georg Westermann Verlag, Braunschweig 1986, ISBN 3-07-508814-5.
- Wirtschaftsgeschichte Baden-Württembergs von den Römern bis heute. Theiss, Stuttgart 1987. ISBN 3-8062-0423-3. Inhaltsverzeichnis d-nb.info PDF
- Wirtschaft und Sozialsituationen, In: Otto Borst (Hrsg.): Das Dritte Reich in Baden und Württemberg. Theiss, Stuttgart 1988, S. 29–45.
- Sozialgeschichte Baden-Württembergs 1800–1989. Kohlhammer, Stuttgart 1989. ISBN 3-17-009302-9. Inhaltsverzeichnis d-nb.info PDF
- Millionäre in Württemberg. Herkunft – Aufstieg – Traditionen. DVA, Stuttgart 1997, ISBN 3-421-05110-0 (enthält Nachdruck: Rudolf Martin: Jahrbuch des Vermögens und Einkommens der Millionäre in Württemberg mit Hohenzollern, 1914).
- Bankgeschäfte, Kreditgenossenschaften und Handel im Industrialisierungsprozeß seit der Mitte des  19. Jahrhunderts. In: Peter Schiffer, (Hrsg.): Wasserrad und Dampfmaschine. J. Thorbecke, Stuttgart 2000. S. 81–89.